# Liste der Monuments historiques in Saulx-Marchais
Die Liste der Monuments historiques in Saulx-Marchais führt die Monuments historiques in der französischen Gemeinde Saulx-Marchais auf.

## Liste der Bauwerke
| Bezeichnung              | Beschreibung | Standort                      | Kennzeichnung | Schutzstatus | Datum | Bild |
| ------------------------ | ------------ | ----------------------------- | ------------- | ------------ | ----- | ---- |
| Kirche St-Pierre-St-Paul |              | Place de l’Église (Lage)      | PA78000012    | Inscrit      | 1999  |      |
| Ehemalige Ziegelfabrik   |              | 30, rue de la Tuilerie (Lage) | PA78000019    | Inscrit      | 2003  |      |

## Liste der Objekte
- Monuments historiques (Objekte) in Saulx-Marchais in der Base Palissy des französischen Kultusministeriums